# Gäddtjärnen (Ängersjö socken, Hälsingland)
Gäddtjärnen är en sjö i Härjedalens kommun i Hälsingland och ingår i Ljusnans huvudavrinningsområde.